# 昆北街道
昆北街道，是中华人民共和国内蒙古自治区包头市昆都仑区下辖的一个乡镇级行政单位。

## 行政区划
昆北街道下辖以下地区：
海威社区、甲尔坝村、新城村、边墙壕村、前口子村和玉泉村。